# Герб Борисовского сельского поселения (Тверская область)
Герб муниципального образования Бори́совское сельское поселение Вышневолоцкого района Тверской области Российской Федерации — опознавательно-правовой знак, служащий официальным символом муниципального образования.
Герб утверждён Решением Совета депутатов Борисовского сельского поселения № 33 от 25 сентября 2006 года.
Герб внесён в Государственный геральдический регистр Российской Федерации под регистрационным номером 3031.

## Описание герба
«В лазоревом поле — зелёный, тонко окаймлённый серебром шар (диск); поверх всего внизу перевитая змеёй серебряная чаша, вверху две серебряные колбы. Щит увенчан муниципальной короной установленного образца».

## Обоснование символики
На правом берегу реки Шлина в 1881 году вышневолоцким купцом Андреем Васильевичем Болотиным было основано стекольное предприятие, выпускавшее стекло для керосиновых ламп, поплавки, кувшины, флаконы и разнообразную аптекарскую посуду. Старая марка предприятия «Медстекло-Борисовское» и отражена в гербе сельского поселения.